# Martin Muhler
Martin Muhler (* 4. Mai 1961 in Traunstein/Oberbayern) ist ein deutscher Chemiker und Professor für Technische Chemie an der Ruhr-Universität Bochum.

## Leben und Werk
Martin Muhler studierte von 1980 bis 1986 Chemie an der Ludwig-Maximilians-Universität München. Von 1986 bis 1989 war er als wissenschaftlicher Mitarbeiter im Rahmen einer Promotion am Fritz-Haber-Institut in Berlin tätig, betreut durch Gerhard Ertl. In Berlin promovierte er 1989 an der Freien Universität. Von 1989 bis 1991 arbeitete er als Postdoktorand bei Haldor Topsøe A/S in Dänemark. Von 1991 bis 1996 leitete Muhler die Gruppe Heterogene Katalyse am Fritz-Haber-Institut Berlin und 1996 habilitierte er sich an der Technischen Universität Berlin. Seit 1996 ist er als Professor (W3) an der Ruhr-Universität Bochum, Lehrstuhl für Technische Chemie, tätig.
Muhler ist Katalyseforscher, der Beiträge zur Aufklärung der strukturellen Dynamik und Funktionsweise heterogener Katalysatoren auf der Basis anorganischer Festkörper lieferte. Der Schwerpunkt der Arbeiten liegt auf der Erforschung heterogener Katalyse für Redoxreaktionen.
In der Zeit von 1997 bis 1999 war Muhler Dekan der Fakultät für Chemie und Biochemie der Ruhr-Universität Bochum. Er war und ist national und international in vielen Gremien tätig, wie z. B. als gewählter Gutachter der Deutschen Forschungsgemeinschaft (DFG) für Technische Chemie von 2004 bis 2012, Mitglied des Forschungsbeirats des Fonds der Chemischen Industrie (FCI); Mitglied des internationalen Beirats des „Dalian Institute of Chemical Physics State Key Laboratory of Catalysis“ in Dalian, China; Vorsitzender der Deutschen Katalyse-Gesellschaft (GeCatS) von 2014 bis 2018; Mitglied des Beirats für das Kopernikus-Projekt; Mitglied des akademischen Projekts „Energiesysteme der Zukunft“ (ESYS). Er erhielt 1999 den Dechema-Preis der Max-Buchner-Forschungsstiftung und ist seit 2015 Max Planck Fellow am Max-Planck-Institut für Chemische Energiekonversion. Für 2023 wurde Muhler der Alwin-Mittasch-Preis zugesprochen.

## Veröffentlichungen (Auswahl)
- Shankhamala Kundu, Wei Xia, Wilma Busser, Michael Becker, Diedrich A. Schmidt, Martina Havenith and  Martin Muhler: The formation of nitrogen-containing functional groups on carbon nanotube surfaces: a quantitative XPS and TPD study. In: Physical Chemistry Chemical Physics. Band 12, 2010, S. 4351–4359, doi:10.1039/B923651A.
- Kevin Kähler, Marie C. Holz, Markus Rohe, Andre C. van Veen, Martin Muhler: Methanol oxidation as probe reaction for active sites in Au/ZnO and Au/TiO2 catalysts. In: Journal of Catalysis. Band 299, 2013, S. 162–170, doi:10.1016/j.jcat.2012.12.001.
- Anqi Zhao, Justus Masa, Wei Xia, Artjom Maljusch, Marc-Georg Willinger, Guylhaine Clavel, Kunpeng Xie, Robert Schlögl, Wolfgang Schuhmann, Martin Muhler: Spinel Mn-Co oxide in N-Doped carbon nanotubes as a bifunctional electrocatalyst synthesized by oxidative cutting. In: Journal of the American Chemical Society. Band 136, 2014, S. 7551–7554, doi:10.1021/ja502532y.
- Fengkai Yang, Bin Hu, Wei Xia, Baoxiang Peng, Jianyi Shen, Martin Muhler: On the nature of spillover hydrogen species on platinum/nitrogen-doped mesoporous carbon composites: A temperature-programmed nitrobenzene desorption study. In: Journal of Catalysis. Band 365, 2018, S. 55–62, doi:10.1016/j.jcat.2018.06.020.
- Daniel Laudenschleger, Holger Ruland, Martin Muhler: Identifying the nature of the active sites in methanol synthesis over Cu/ZnO/Al2O3 catalysts. In: Nature Communications. Band 11, 2020, S. 3898, doi:10.1038/S41467-020-17631-5.